# John Goodyer
John Goodyer (1592-1664), fue un botánico del siglo XVII que vivió en Hampshire, Inglaterra. Había nacido en Alton (Hampshire), y evidentemente recibió una buena educación, aunque se desconoce dónde. Trabajó como gerente de bienes de Sir Thomas Bilson, de la Casa Occidental Mapledurham (demolida en 1829), cerca de Buriton, y también fue agente de dos obispos de Winchester: Thomas Bilson (padre de Sir Thomas Bilson) y luego de Lancelot Andrewes. Goodyer residió en la ciudad de Droxford hasta casarse en 1632, cuando se mudó a Petersfield, Hampshire, donde esa mansión The Spain aún se mantiene.
Goodyer desarrolló un gran interés por la botánica, y agregó a muchas plantas a la flora británica. Está acreditado claramente a las identidades de los olmos británicos, y por su descubrimiento de un olmo inusual endémico de las costas de Hampshire entre Lymington y Christchurch nombrándolo como olmo de Goodyer, se le consideró una forma de Ulmus minor subesp. angustifolia y posteriormente Augustine Henry lo confundió con Ulmus minor var. plotii.
Goodyer ganó su reputación por ser "el herborista más hábil de Inglaterra". También se cree que introdujo Helianthus tuberosus a la cocina inglesa, aunque quizás su más perdurable legado fue la revisión, con Thomas Johnson, del Gerard's Herbal, el más grande Herbolario de su tiempo.
También tradujo la versión de la obra Dioscórides: De Materia Medica. En verdad, su reputación fue tal que en 1643 durante la Revolución inglesa Civil, Ralph Hopton, uno de los comandantes senior realistas, ordenó a las tropas " defender y proteger a John Goodyer, su casa, familia, sirvientes y fincas".
Goodyer yace en una tumba desconocida cerca de la de su esposa en la Iglesia de Santa María, en Buriton, donde se puede ver un vitral en memoria suya que muestra el escudo de armas de Goodyer. Sin hijos para sucederlo, la mayor parte de su patrimonio pasó a su sobrino: el Reverendo Edmund Yalden, con el resto se fundó la asociación caritativa John Goodyer para ayudar a los pobres de Weston, una aldea cerca de Buriton; y aún esa heredad subsiste hoy día. Sus obras y libros se conservan en el Magdalen College, Oxford University.

## Honores

### Epónimos
En reconocimiento a su trabajo, Goodyera, un género de pequeñas orquídeas terrestres, fue nombrado en su honor por Robert Brown en 1813.
- La abreviatura «Goodyer» se emplea para indicar a John Goodyer como autoridad en la descripción y clasificación científica de los vegetales.[5]